# ZNF24
ZNF24 (англ. Zinc finger protein 24) – білок, який кодується однойменним геном, розташованим у людей на короткому плечі 18-ї хромосоми. Довжина поліпептидного ланцюга білка становить 368 амінокислот, а молекулярна маса — 42 155.
| 10         |  | 20         |  | 30         |  | 40         |  | 50         |
| ---------- |  | ---------- |  | ---------- |  | ---------- |  | ---------- |
| MSAQSVEEDS |  | ILIIPTPDEE |  | EKILRVKLEE |  | DPDGEEGSSI |  | PWNHLPDPEI |
| FRQRFRQFGY |  | QDSPGPREAV |  | SQLRELCRLW |  | LRPETHTKEQ |  | ILELVVLEQF |
| VAILPKELQT |  | WVRDHHPENG |  | EEAVTVLEDL |  | ESELDDPGQP |  | VSLRRRKREV |
| LVEDMVSQEE |  | AQGLPSSELD |  | AVENQLKWAS |  | WELHSLRHCD |  | DDGRTENGAL |
| APKQELPSAL |  | ESHEVPGTLN |  | MGVPQIFKYG |  | ETCFPKGRFE |  | RKRNPSRKKQ |
| HICDECGKHF |  | SQGSALILHQ |  | RIHSGEKPYG |  | CVECGKAFSR |  | SSILVQHQRV |
| HTGEKPYKCL |  | ECGKAFSQNS |  | GLINHQRIHT |  | GEKPYECVQC |  | GKSYSQSSNL |
| FRHQRRHNAE |  | KLLNVVKV   |  |            |  |            |  |            |

A: Аланін

C: Цистеїн

D: Аспарагінова кислота

E: Глутамінова кислота

F: Фенілаланін

G: Гліцин

H: Гістидин

I: Ізолейцин

K: Лізин

L: Лейцин

M: Метіонін

N: Аспарагін

P: Пролін

Q: Глутамін

R: Аргінін

S: Серин

T: Треонін

V: Валін

W: Триптофан

Кодований геном білок за функціями належить до репресорів, фосфопротеїнів. 
Задіяний у таких біологічних процесах, як транскрипція, регуляція транскрипції, альтернативний сплайсинг. 
Білок має сайт для зв'язування з іонами металів, іоном цинку, ДНК. 
Локалізований у ядрі.